# Médaille du service distingué indien
 (août 2023).
Améliorez-le ou discutez des points à vérifier. 
La Médaille du service distingué indien (IDSM) était une décoration militaire décernée par l'Empire britannique aux citoyens indiens servant dans les forces armées et la police indiennes. Lorsqu'il a été institué en 1907, il était le deuxième ordre le plus élevé décerné aux Indiens, derrière l'Ordre du mérite indien, cependant, lorsque l'éligibilité à la Croix de Victoria a été étendue à tous les sujets du Commonwealth en 1911, l'IDSM est devenu le troisième plus élevé de l'ordre de priorité. Il a été institué afin de reconnaître les actes de bravoure qui ne répondaient pas aux normes requises par l'OIM. Après la partition et l'indépendance subséquente de l'Inde en 1947, il a été décidé de mettre fin à cette médaille.
Après avoir été instituée, la médaille n'était accessible qu'aux membres de l'armée indienne britannique, des forces de l'État indien, des milices et des auxiliaires, mais après 1917, elle fut étendue aux partisans "non combattants", tels que les porteurs et les palefreniers. En 1929, l'éligibilité a été étendue à la Royal Indian Marine et à l'Indian Air Force en 1940.
Il y avait quatre versions de la médaille, la seule différence étant le monarque rep
résenté sur l'avers. Les médailles ont été délivrées avec les détails gravés ou imprimés du destinataire, y compris le numéro de matricule, le nom et le régiment.
La médaille est considérée comme assez rare et seulement environ 6 000 furent décernés, en incluant compris les barrettes. Environ 3 200 furent décernées pendant la Première Guerre mondiale et 1 200 entre le début de la Seconde Guerre mondiale et 1947. Les 1 600 restants furent décernés à l'occasion des guerres et des combats frontaliers ainsi que d'autres conflits tels que la campagne en Irak de 1919-1920.

## Récipiendaires notables
Capitaine honoraire et Subedar Major (retraité) U.M. Rai, IDSM, 1944,3 / 10 Gorkha Rifles
- Risaldar Amir Singh Soudan, IDSM & Bar. 6e cavalerie du roi Édouard.
- Havildar Puran Singh, MM, IDSM, 3 / 14th Punjab Regiment, British Indian Army (https://www.thegazette.co.uk/London/issue/36730/supplement/4572)
- Dafadar Mirza Muhammad Ali Beg, IDSM - France (20e cheval Deccan, ISDM)[1]
- Hon. Capitaine et Subedar (retd), Sardar Bahadur, Sant Singh Mangat, OIM, IDSM, OBI (1re classe, 1931), British Indian Army[2].
- Jemadar Abdul Latif Khan Tarin, IDSM, 82nd Punjabis, British Indian Army[3],[4].
- Khan Saheb Subedar Allauddin, IDSM, 1915/16, a servi dans le 99 Hyderabad Regiment
- Subedar Mir Afzal Khan, IDSM, 25th Punjabis, British Indian Army[5].
- Subedar Ahmed Khan, OBI, IDSM, Corps des guides de la reine Victoria, armée indienne britannique[6].
- Jemadar Ram Singh, IDSM, 25e Batterie de Montagne, British Indian Army[7].
- Subedar Shah Zaman Khan, IDSM, QVO Corps of Guides, British Indian Army[8].
- Naik Balwant Singh, IDSM, The Sikh Regiment, British Indian Army[9].
- Risaldar Rawat Singh Mertiya, IDSM Sindarli (34e cheval Poona du Prince Albert Victor, IDSM, France)[10]
- Sardar Bahadur Risaldar Major Chander Singh Rathore, IDSM, de Dhingsara & Bajekan (Jodhpur Risala) 1921, a ensuite servi comme A.D.C. au roi George Vth.
- Subedar Kifayat Ullah, IDSM 1918 (32nd Mountain Battery British India Army) [réf. nécessaire]
- Risaldar-Major Muhammad Ashraf Khan, OIM, IDSM, RIASC, Force K6. Reçu l'IDSM dans les zones tribales de NWFP en 1935 et l'OIM pour l'évacuation de Dunkerque en 1940[11].
- Subedar Major Attar Singh, OBI, IDSM, Bahadur [35th Sikhs, 2nd Battalion], 1920[12], British Indian Army

## Remarques
1. ↑  « Untitled Document », sur tripod.com (consulté le 2 mai 2023).
2. ↑  London Gazette, Monday, 10 April 1911
3. ↑  S Najumddin, List of Some Better-Known IDSM Recipients British Indian Army during World War 1, in Durbar Journal of the Indian Military Historical Society UK, No 3, Autumn 2011
4. ↑  Also see record in the Commonwealth War Graves Commission database at http://www.cwgc.org
5. ↑  Durbar List 2011 a.a.
6. ↑  Durbar List 2011,a.a.
7. ↑  Durbar List 2011
8. ↑  Indian Army List (IAL)1925
9. ↑  Durbar List 2011 aa
10. ↑  « glosters.trkhcom/ICawards1.htm »(Archive.org • Wikiwix • Archive.is • Google • Que faire ?).
11. ↑  http://www.brownpundits.com/2016/10/25/film-royal-indian-army-service-corps-in/ Brown Pundits site giving details of Force K6 in WW2. Retrieved 30/3/2018
12. ↑  (en) « Page 11317 - supplement 32131, 19 november 1920 », sur The London Gazette (consulté le 2 mai 2023).